# Отто фон Брайтен-Ланденберг
О́тто фон Бра́йтен-Ла́нденберг (нім. Otto von Breiten-Landenberg) — німецький льотчик-ас, лейтенант Імперської армії.

## Біографія
Учасник Першої світової війни. У квітні 1917 року зарахований у 9-ту винищувальну ескадрилью й одразу здобув дві перемоги. До кінця року кількість перемог сягнула чотирьох. У грудні 1917 року переведений у 6-ту винищувальну ескадрилью, у складі якої здобув свою останню (п'яту) перемогу. 16 березня 1918 року призначений командиром 11-ї винищувальної ескадрильї, але пробув там лише 10 днів, повернувшись 25 березня знову в 6-ту винищувальну ескадрилью. 26 квітня 1918 року зазнав важкого поранення й більше в бій не повернувся.

## Нагороди
- Залізний хрест 2-го і 1-го класу